# (+)-ボルネオールデヒドロゲナーゼ
(+)-ボルネオールデヒドロゲナーゼ（(+)-borneol dehydrogenase; EC ）は、以下の化学反応を触媒する酵素である。
(+)-ボルネオール + NAD+ {\displaystyle \rightleftharpoons } (+)-カンファー + NADH + H+
すなわち、2つの基質、(+)-ボルネオールとニコチンアミドアデニンジヌクレオチド(NAD+)から、3つの生成物として(+)-カンファー、NADHとH+へと導く。
この酵素は酸化還元酵素に属し、電子供与体のCH-OH基に特異的に作用し、NAD+ まはた NADP+を電子受容体とする。NADP+を補酵素とする場合は反応は遅い。この酵素は、ビサイクリックモノテルペノールデヒドロゲナーゼ（bicyclic monoterpenol dehydrogenase）とも呼ばれる。
この酵素は、ボルネオールからcis-サビオール（cis-sabinol）経由でカンファーやツジョンを生じる生合成経路に関与している。 